# Aleksandr Iwanowski
Aleksandr Wiktorowicz Iwanowski (ros. Александр Викторович Ивано́вский; ur. 17 listopada?/29 listopada 1881 w Kazaniu, zm. 12 stycznia 1968 w Leningradzie) – radziecki reżyser i scenarzysta filmowy. Zasłużony Działacz Sztuk RFSRR (1936). Laureat Nagrody Stalinowskiej. Absolwent Uniwersytetu Kazańskiego.

## Wybrana filmografia
- 1927: Dekabryści
- 1938: Wrogowie
- 1940: Muzyka i miłość
- 1941: Antoni Iwanowicz gniewa się

## Nagrody i odznaczenia
- Zasłużony Działacz Sztuk RFSRR (1936)
- Nagroda Stalinowska (1941) za film Muzyka i miłość (1940)